# Balinci (Észak-Macedónia)
Balinci (macedónul: Балинци) település Észak-Macedóniában, a Délkeleti körzetben, a Valandovói járásban.

## Népesség
| Lakosok száma | 266  | 297  | 280  | 284  | 332  | 337  | 333  | 328  | 366  |
|               | 1948 | 1953 | 1961 | 1971 | 1981 | 1991 | 1994 | 2002 | 2021 |

2002-ben 328 lakosa volt, akik közül 242 macedón, 79 szerb, 1 cigány és 6 egyéb nemzetiségű.